# Pièce commémorative de 1 dollar américain du Service communautaire national
La pièce commémorative de 1 dollar américain du Service communautaire national est une pièce commémorative non circulante émise par la Monnaie des États-Unis en 1996 et frappée par la Monnaie de San Francisco.
Cette pièce d'un dollar est autorisée par la loi 102-379 du 29 septembre 1994, qui prévoit l'émission d'une pièce pour honorer les millions d'Américains qui offrent gracieusement leurs efforts dans des projets de service communautaire.

## Contexte
La Corporation pour le Service National et Communautaire (CNCS) est une agence fédérale indépendante chargée de financer des programmes à travers le pays qui encouragent le service public et le bénévolat. De la part d'organisations à but non lucratif nationales et locales, d'écoles, de programmes communautaires confessionnels et autres, ainsi que d'organismes publics, la CNCS accorde des subventions qui financent des initiatives visant à aider les communautés à faire face à la pauvreté, à l'environnement, à l'éducation et à d'autres besoins humains non satisfaits.

## Dessin
À l'avers de la pièce, conçu et gravé par Thomas D. Rogers, est représentée une figure debout de la Justice tenant un bouclier dans sa main gauche et une lampe et un livre dans sa main droite, symbolisant l'apprentissage et la découverte. Les rayons du soleil entourent la flamme de la lampe, symbolisant la lumière de la connaissance. Au-dessus de ces motifs, on trouve l'inscription LIBERTY . Les légendes comprennent également la devise IN GOD WE TRUST caractéristique des pièces américaines, et une inscription faisant référence à l'événement commémoré : NATIONAL COMMUNITY SERVICE,. Ce design est inspiré d'un autre original d'Augustus Saint-Gaudens, qui sert pour une médaille de 1905 pour la Women's Auxiliary of the Massachusetts Civil Service Reform Association.
Le revers, œuvre de William C. Cousins, est dominé par la légende SERVICE FOR AMERICA et la devise E PLURIBUS UNUM entourées d'une couronne de laurier, avec le nom du pays (UNITED STATES OF AMERICA) en haut et la valeur faciale (ONE DOLLAR),.

## Production et vente
La loi autorisant l'émission de ce dollar commémoratif prévoit une émission maximale de cinq cent mille exemplaires. La pièce est produite à la Monnaie de San Francisco dans sa version brillant universel ainsi que dans celle avec une finition spéciale belle épreuve. L'émission est dévoilée et mise à la disposition du public le 12 juillet 1996,.
Sa production finale se limite à 23 500 pièces dans sa version brillant universel et 101 543 en version belle épreuve, totalisant ainsi 125 043 exemplaires.
Ce dollar commémoratif est commercialisé au prix de 32 dollars en version brillant universel et 37 dollars en version belle épreuve. Conformément à la loi autorisant cette émission, les bénéfices issus de sa commercialisation sont alloués au National Community Service Trust, pour le financement de programmes novateurs de service communautaire dans les universités américaines,.